# 訃報 1981年2月
訃報 1981年2月（ふほう 1981ねん2がつ）では、1981年（昭和56年）2月中に物故した、又は物故が報じられた人物についてまとめる。

## （1日 - 14日）
／

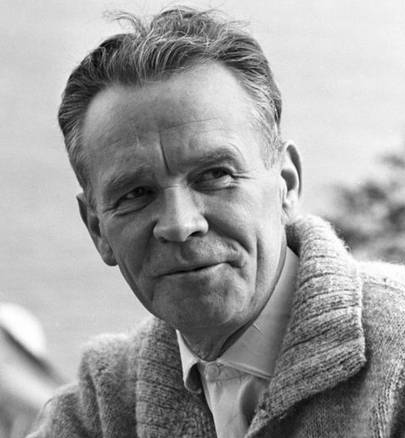
ゲイル・トヴェイト／2月1日没

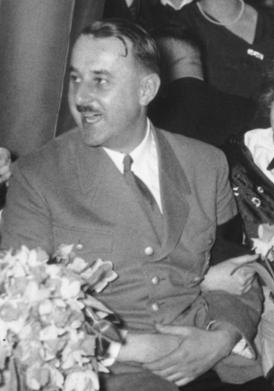
ヘルマン・エッサー／2月7日没

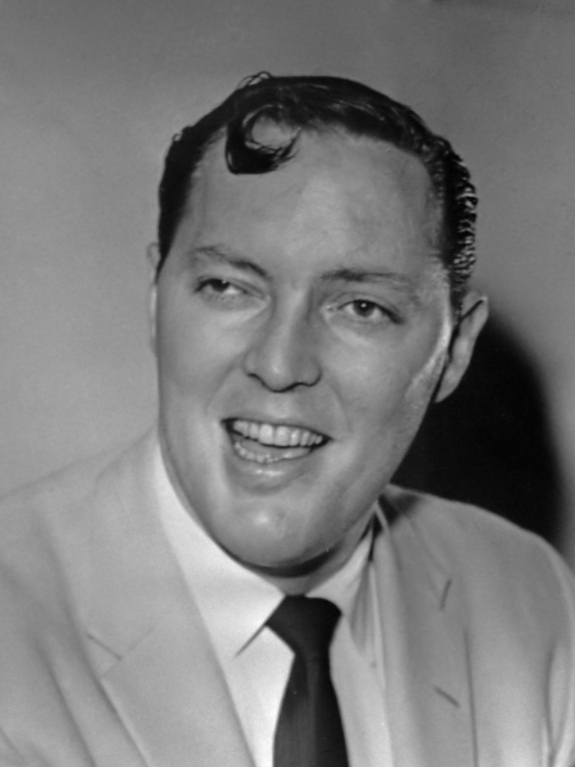
ビル・ヘイリー／2月9日没

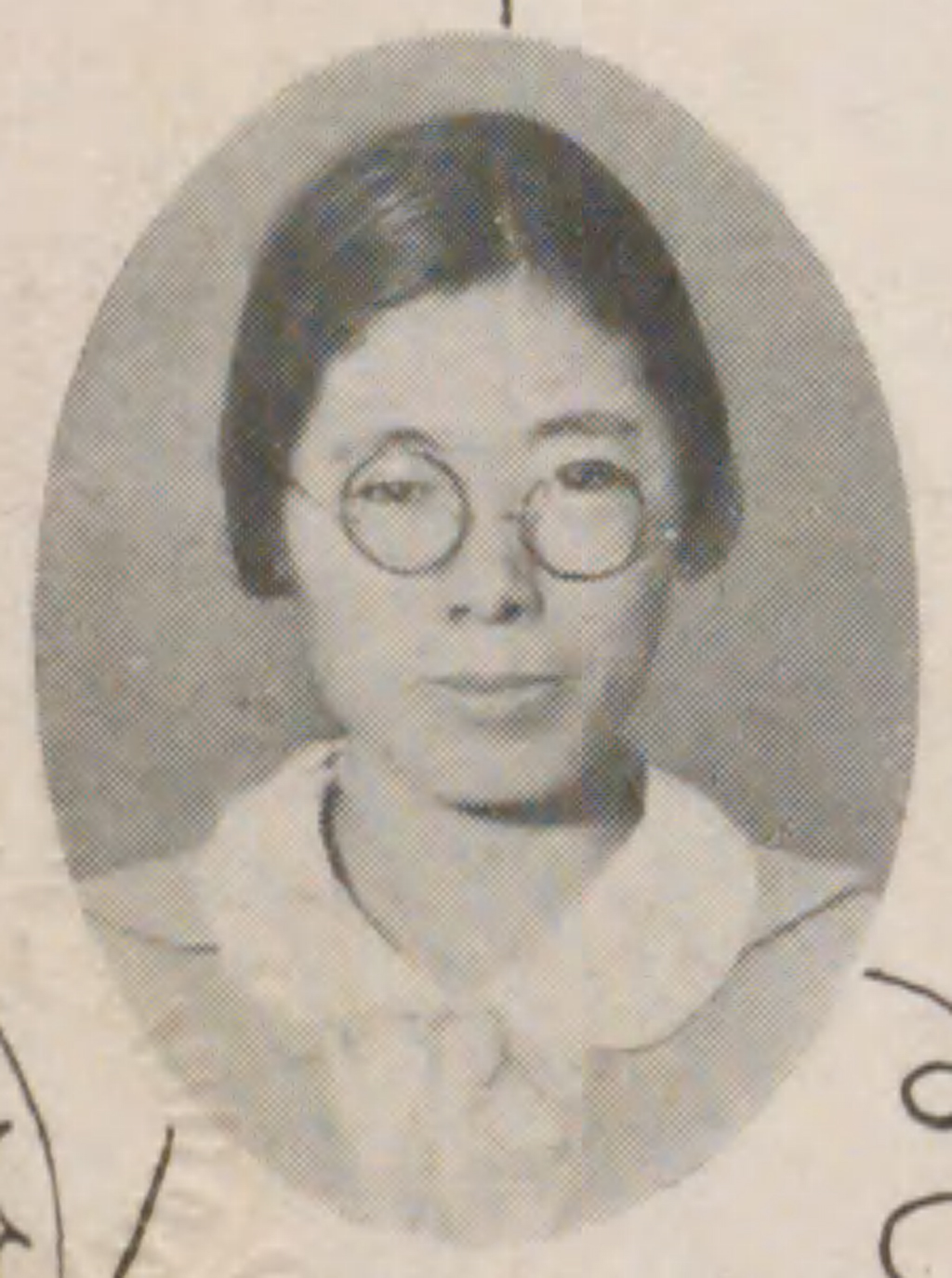
市川房枝／2月11日没

- 2月1日 - ゲイル・トヴェイト、ノルウェーの作曲家（* 1908年）
- 2月4日 - 大泉寛三[1]、日本の政治家、衆議院議員・参議院議員（* 1894年）
- 2月5日 - エラ・グラッソ（英語版）[要出典]、アメリカ合衆国の政治家、コネチカット州知事（* 1919年）
- 2月6日 - ウーゴ・モンテネグロ（英語版）[要出典]、アメリカ合衆国の作曲家（* 1925年）
- 2月7日 - ヘルマン・エッサー、ドイツの政治家（* 1900年）
- 2月9日 - ビル・ヘイリー、アメリカ合衆国のロックンロールミュージシャン（* 1925年）
- 2月10日 - 春日井薫[要出典]、日本の経済学者・教育学者、元明治大学総長（* 1900年）
- 2月10日 - 岩本晋一郎、日本の商工官僚、岐阜県高山市長（* 1903年）
- 2月11日 - 市川房枝、日本の婦人運動家、政治家（* 1893年）

## （15日 - 28日）

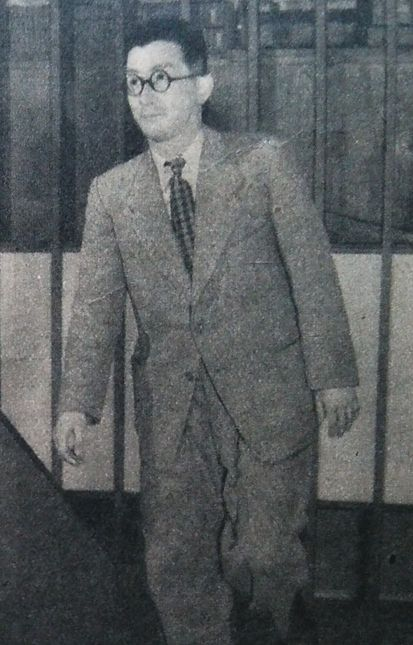
小杉二郎／2月17日没

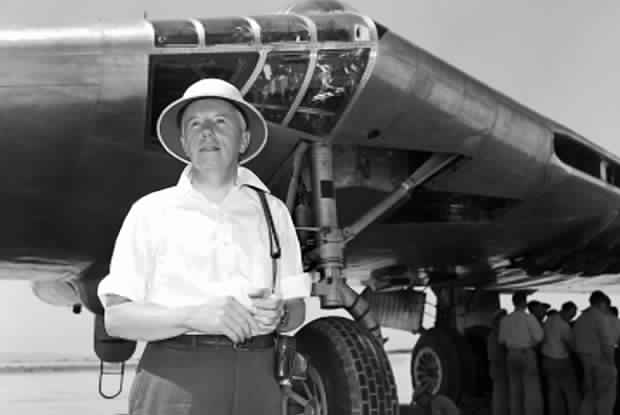
ジャック・ノースロップ／2月18日没

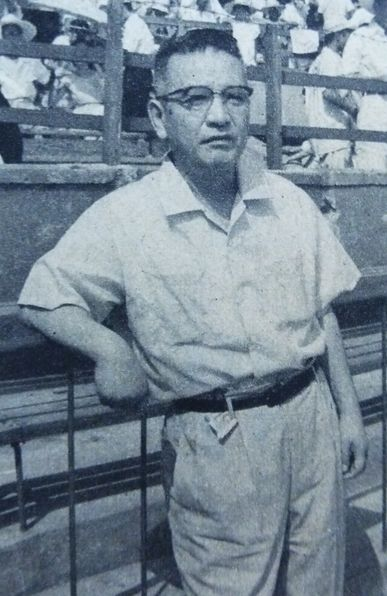
藤本定義／2月18日没

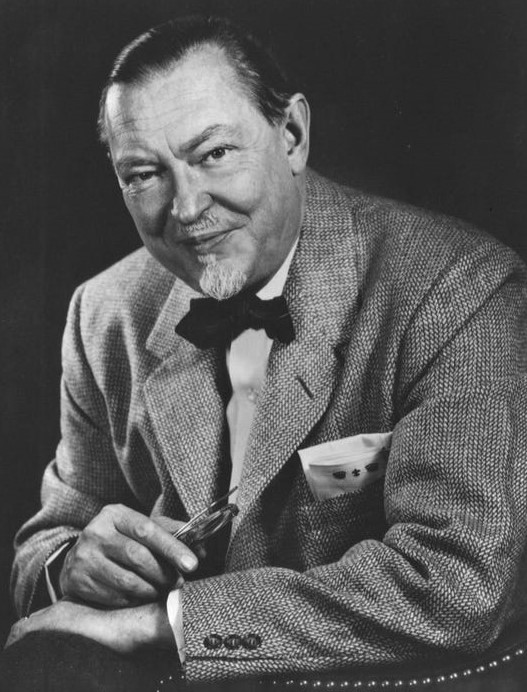
ハワード・ハンソン／2月26日没

- 2月15日 - カール・リヒター、ドイツのオルガン奏者・指揮者（* 1926年）
- 2月17日 - 上野耕三、日本の映画監督、プロデューサー（* 1908年）
- 2月17日 - 小杉二郎、日本のインダストリアルデザイナー（* 1915年）
- 2月18日 - ジャック・ノースロップ、アメリカ合衆国の航空技術者（* 1895年）
- 2月18日 - 藤本定義、日本の元プロ野球監督【東京巨人軍・大陽ロビンス・大映スターズ・阪急ブレーブス・阪神タイガース所属】（* 1904年）
- 2月20日 - ニコラ・ド・ガンズビュール、フランスの貴族、俳優・ファッション雑誌編集者（* 1904年）
- 2月20日 - 沢村嘉一、日本の経営者、第5代凸版印刷代表取締役社長・元日本印刷工業会会長（* 1916年）
- 2月21日 - 大内青圃、日本の仏師・彫刻家（* 1898年）
- 2月21日 - 冲永荘兵衛、日本の政治家・教育者（* 1903年）
- 2月23日 - 大矢根文次郎、日本の漢文学者（* 1903年）
- 2月23日 - 田中筆子、日本の女優（* 1913年）
- 2月25日 - 松村英一、日本の歌人（* 1889年）
- 2月26日 - ハワード・ハンソン、アメリカ合衆国の作曲家（* 1896年）
- 2月26日 - 川口大助、日本の政治家、秋田市長（* 1918年）
- 2月26日 - ロバート・エイクマン、イギリスの怪奇小説家（* 1919年）
- 2月27日 - 蜷川虎三、日本の経済学者、京都府知事（* 1897年）
- 2月27日 - アイク・アイザックス、アメリカ合衆国のジャズベーシスト（* 1923年）
- 2月28日 - 影万里江、日本の女優（*  1935年）

## （没日不明）

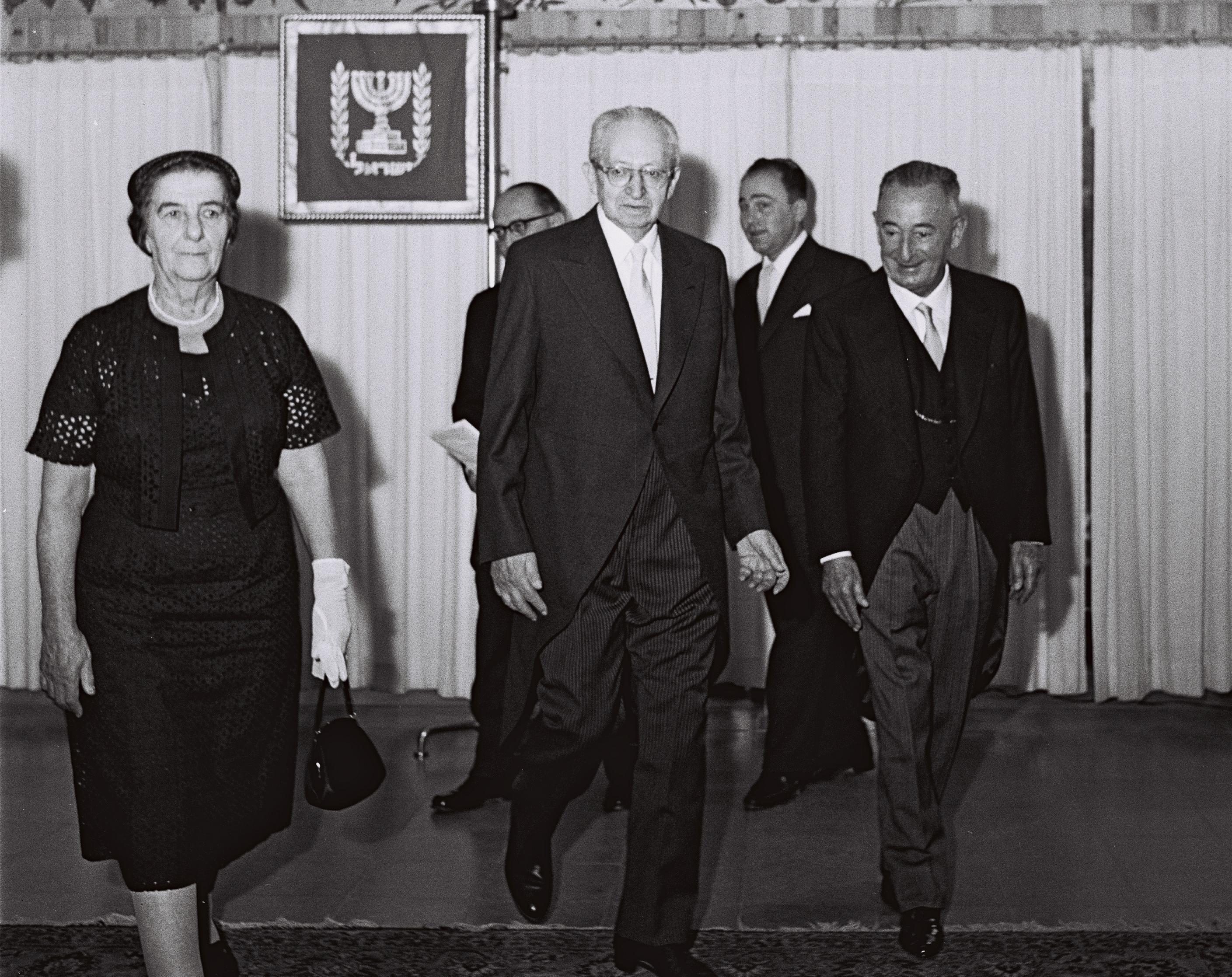
リカルド・ウルフ（前列右）没日不明

- リカルド・ウルフ - ユダヤ系ドイツ系及びキューバ系イスラエル人の発明家・外交官・慈善家、ウルフ財団設立者（* 1887年）